# Liste historischer politischer Parteien in Deutschland
Die Liste historischer politischer Parteien in Deutschland listet die historischen Parteien in Deutschland seit 1848 auf. Zu aktuellen politischen Parteien in Deutschland siehe Liste der politischen Parteien in Deutschland.

## Politische Gruppen in der Frankfurter Nationalversammlung
In der Frankfurter Nationalversammlung, dem ersten frei gewählten Parlament für ganz Deutschland, das vom 18. Mai 1848 bis zum 31. Mai 1849 existierte, waren folgende Fraktionen vertreten:
- Fraktion Augsburger Hof
- Fraktion Casino
- Fraktion Deutscher Hof
- Fraktion Donnersberg
- Fraktion Landsberg
- Fraktion Milani (auch: Café Milani)
- Fraktion Nürnberger Hof
- Fraktion Pariser Hof
- Fraktion Westendhall
- Fraktion Württemberger Hof

## Parteien und politische Gruppen nach 1848 bis zur Gründung des Kaiserreichs
- Allgemeiner Deutscher Arbeiterverein
- Altliberale (1849–1876)
- Bundesstaatlich-konstitutionelle Vereinigung
- Demokratische Volkspartei (1863–1866)
- Deutsche Fortschrittspartei
- Deutscher Nationalverein
- Deutscher Reformverein
- Fraktion Bockum-Dolffs (1862–1870) (Linkes Zentrum)
- Freikonservative Partei, siehe: Reichs- und Freikonservative Partei
- Katholische Fraktion (1852–1867)
- Konservative Partei, seit 1876: Deutschkonservative Partei
- Kreuzzeitungspartei (1848–1867)
- Lassallescher Allgemeiner Deutscher Arbeiterverein (1867–1872)
- Nassauische Fortschrittspartei (1863–1866, dann aufgegangen in Deutscher Fortschrittspartei)
- Nationalliberale Partei
- Reichs- und freikonservative Partei (1867–1918), siehe auch: Freikonservative Partei
- Sächsische Volkspartei
- Sozialdemokratische Arbeiterpartei
- Wochenblattpartei (1851–1858)

## Deutsches Kaiserreich
- Altliberale (Al)
- Antisemitische Volkspartei
- Bayerischer Bauernbund (BB)
- Bayerische Patriotenpartei, siehe auch: Zentrumspartei
- Christlich-soziale Partei (CSP) (1878–1918), auch: Christlichsoziale Arbeiterpartei (CSAP) (1878–1881)
- Demokratische Partei (DP) (1885–1895)
- Demokratische Vereinigung (DV) (1908–1918)
- Demokratischer Verein (DVe) (1871–1873)
- Deutschkonservative Partei (DkP) (1876–1918), vorher: Konservative Partei (KoP)
- Deutsche Fortschrittspartei (DFP) (1861–1884)
- Deutsche Freisinnige Partei (DFsP) (1884–1893)
- Deutsche Reformpartei (DRP) (1900–1914), siehe auch: Antisemitenparteien, Deutschsoziale Reformpartei
- Deutsche Vaterlandspartei (DVLP) (1917–1918)
- Deutsche Volkspartei (DtVP) (1868–1910), auch: Süd-Deutsche Volkspartei (1868–1910), siehe auch: Demokratische Volkspartei, Fortschrittliche Volkspartei
- Deutschsoziale Partei (DSP) (1900–1914), siehe: Antisemitenparteien
- Deutschsoziale Reformpartei (DSRP) (1894–1900), siehe auch: Antisemitenparteien, Deutsche Reformpartei, Deutschsoziale Partei
- Deutschvölkische Partei (DVP) (1914–1918)
- Fortschrittliche Volkspartei (FoVp) (1910–1918), siehe auch: Freisinnige Vereinigung, Freisinnige Volkspartei (FVp) (1893–1910)
- Freikonservative Partei, siehe auch Reichs- und Freikonservative Partei (RFKP)
- Freisinnige Vereinigung (FVg) (1893–1910), siehe auch: Fortschrittliche Volkspartei, Nationalsozialer Verein (NsV)
- Kola Polskie (1848–1918), siehe auch: Polenpartei, Zentrumspartei
- Konservative Partei (KoP) (1848–1918), siehe: Deutschkonservative Partei (DkP)
- Liberale Reichspartei (LRP) (1871–1874)
- Liberale Vereinigung (Sezessionisten) (1880–1884), siehe auch: Nationalliberale Partei (NLP)
- Nationalliberale Partei (NLP) (1867–1918), siehe auch: Liberale Vereinigung (Sezessionisten)
- Nationalsozialer Verein (NsV) (1896–1903), siehe auch: Freisinnige Vereinigung (FVg)
- Polenpartei, auch: Kola Polskie
- Reichs- und Freikonservative Partei (RFKP) (1867–1918), siehe auch: Freikonservative Partei
- Sozialdemokratische Partei Deutschlands, siehe auch: Sozialistische Arbeiterpartei Deutschlands
- Sozialistische Arbeiterpartei Deutschlands, siehe: Sozialdemokratische Partei Deutschlands
- Welfen, siehe auch: Deutsch-Hannoversche Partei (DHP)
- Zentrumspartei

## Weimarer Republik
- Alte Sozialdemokratische Partei Deutschlands, siehe auch: Sozialdemokratische Partei Deutschlands (SPD)
- Arbeiter- und Bauernpartei Deutschlands (ABPD) (1931–1933), siehe: Christlich-Soziale Reichspartei (CSRP) (1920–1933)
- Bayerischer Bauernbund (BBB) (1895–1933), auch: Bayerischer Bauern- und Mittelstandsbund (1922–1933), siehe auch: Deutsche Bauernpartei
- Bayerischer Bauern- und Mittelstandsbund (1922–1933), auch: Bayerischer Bauernbund (1895–1922), siehe auch: Deutsche Bauernpartei
- Bayerische Volkspartei (BVP) (1918–1933), siehe auch: Zentrumspartei
- Christlich-Nationale Bauern- und Landvolkpartei (CNBLP/CNBL) (1928–1933), auch: Deutsches Landvolk (DL) (1930–1933)
- Christlich-Soziale Partei (Bayerisches Zentrum) (1920–1926), auch: Christlich-Soziale Reichspartei (CSRP) (1920–1933)
- Christlich-Soziale Volksgemeinschaft (CSVG) (1922–1926), siehe auch: Christlich-Soziale Reichspartei (CSRP) (1920–1933)
- Christlich-Soziale Reichspartei (CSRP) (1920–1933), siehe auch: Arbeiter- und Bauernpartei Deutschlands (ABPD)
- Christlich-Sozialer Volksdienst (CSVD) (1929–1933), siehe auch: Christlichsoziale Partei (1878–1918), Deutschnationale Volkspartei
- Christliche Volkspartei (Zentrum), siehe: Zentrumspartei
- Deutsch-Hannoversche Partei (DHP), siehe auch: Welfen
- Deutsche Arbeiterpartei (DAP) (1919/1920), siehe: Nationalsozialistische Deutsche Arbeiterpartei (NSDAP)
- Deutsche Bauernpartei (1928–1933), siehe auch: Bayerischer Bauernbund (BB)
- Deutsche Demokratische Partei (DDP) (1918–1930), siehe auch: Deutsche Staatspartei (DStP) (1930–1933)
- Deutsche Staatspartei (DStP) (1930–1933), siehe auch: Deutsche Demokratische Partei (1918–1930)
- Deutsche Volkspartei (DVP) (1918–1933)
- Deutscher Freiland-Freigeld-Bund (1919–1921), siehe auch: Freiwirtschaftsbund (F.F.F.)
- Deutsches Landvolk (DL) (1930–1933), auch: Christlich-Nationale Bauern- und Landvolkpartei (CNBLP/CNBL) (1928–1933)
- Deutschnationale Volkspartei (DNVP), siehe auch: Kampffront Schwarz-Weiß-Rot (KFSWR)
- Deutschsoziale Partei (DtsP) (1921–1928), siehe: Richard Kunze, völkische Parteien
- Deutschvölkische Freiheitspartei (DVFP), siehe auch: Nationalsozialistische Deutsche Arbeiterpartei (NSDAP), Nationalsozialistische Freiheitspartei, Deutschvölkische Freiheitsbewegung, Nationalsozialistische Freiheitsbewegung Großdeutschlands
- Deutschvölkische Reichspartei (DRVP) (1924)
- Freiwirtschaftsbund (F.F.F/FWB) (1919–1933), siehe auch: Deutscher Freiland-Freigeld-Bund
- Kampffront Schwarz-Weiß-Rot (1933), Bezeichnung der Deutschnationalen Volkspartei 1933
- Kommunistische Arbeiterpartei Deutschlands (KAPD) (* 1920), siehe auch: Kommunistische Partei Deutschlands
- Kommunistische Arbeitsgemeinschaft (KAG) (1921–1922), siehe auch: Kommunistische Partei Deutschlands (KPD), Unabhängige Sozialdemokratische Partei Deutschlands (USPD)
- Kommunistische Partei Deutschlands (KPD), siehe auch: Spartakusbund, Unabhängige Sozialdemokratische Partei Deutschlands (USPD), Kommunistische Partei-Opposition (KPO), Kommunistische Arbeiterpartei Deutschlands (KAPD), Leninbund, Kommunistische Arbeitsgemeinschaft (KAG)
- Kommunistische Partei-Opposition (KPO, auch KPD-O) (* 1929), siehe auch: Kommunistische Partei Deutschlands (KPD), Sozialistische Arbeiterpartei Deutschlands (SAPD)
- Konservative Volkspartei (KVP) (1930–1931), auch: Volkskonservative Vereinigung (VKV) (1930–1933), siehe auch: Deutschnationale Volkspartei (DNVP)
- Lausitzer Volkspartei (Łužiska Ludowa Strona – ŁLS) (1919–1924)
- Leninbund (* 1928), siehe auch: Kommunistische Partei Deutschlands (KPD), Linke Kommunisten
- Liberale Vereinigung (LVg) (1924–1929), siehe: Deutsche Demokratische Partei (DDP), Deutsche Volkspartei (DVP)
- Nationalsozialistische Deutsche Arbeiterpartei (NSDAP), siehe auch: Deutsche Arbeiterpartei (DAP), Völkisch-Sozialer Block (VSB), Deutschvölkische Freiheitspartei (DVFP)
- Radikaldemokratische Partei (RDP) (1930–1933)
- Reichspartei des deutschen Mittelstandes (Wirtschaftspartei) (1920–1933) (WP), siehe auch: Wirtschaftspartei (WP), 1920–1925: Wirtschaftspartei des deutschen Mittelstandes
- Reichspartei für Volksrecht und Aufwertung (Volksrecht-Partei) (VRP) (1926–1933), siehe auch: Volksrechtpartei, Christlich-Soziale Reichspartei (CSRP)
- Republikanische Partei Deutschlands (RPD) (1924)
- Sozialdemokratische Partei Deutschlands (SPD), siehe auch: Alte Sozialdemokratische Partei Deutschlands, Sozialistische Arbeiterpartei Deutschlands (SAPD), Unabhängige Sozialdemokratische Partei Deutschlands (USPD)
- Sozialistische Arbeiterpartei Deutschlands (SAPD) (* 1931), siehe auch Sozialdemokratische Partei Deutschlands (SPD), Kommunistische Partei-Opposition (KPO), Unabhängige Sozialdemokratische Partei Deutschlands (USPD)
- Sozial-Republikanische Partei Deutschlands, Hörsing-Bewegung für Arbeitsbeschaffung (SRPD)
- Unabhängige Sozialdemokratische Partei Deutschlands (USPD) (1917–1931), siehe auch: Sozialdemokratische Partei Deutschlands (SPD), Kommunistische Partei Deutschlands (KPD), Kommunistische Arbeitsgemeinschaft (KAG), Sozialistische Arbeiterpartei Deutschlands (SAPD)
- Völkisch-Sozialer Block (VSB), siehe auch: NSDAP
- Volkskonservative Reichsvereinigung (VKV) (1929), ab 1930 Konservative Volkspartei
- Volksrecht-Partei (VRP), siehe: Reichspartei für Volksrecht und Aufwertung
- Wendische Volkspartei (Serbska Ludowa Strona – SLS) (1924–1933)
- Wirtschaftspartei (WP), siehe: Reichspartei des deutschen Mittelstandes (WP)
- Wirtschaftspartei des deutschen Mittelstandes, siehe: Reichspartei des deutschen Mittelstandes (WP)
- Zentrumspartei, siehe auch: Bayerische Volkspartei (BVP), Christlich-Soziale Partei, Christlich-Soziale Volksgemeinschaft (CSVG), Christlich-Soziale Reichspartei (CSRP)

## Saarland 1945–1956
Das Saarland war nach dem Zweiten Weltkrieg bis zum 1. Januar 1957 ein autonomes Gebiet unter französischem Protektorat. Dementsprechend entstanden nach 1945 eigenständige Parteien. Im Vorfeld zur Volksabstimmung über das Europäische Saarstatut wurden 1955 auch Parteien zugelassen, die eine Wiedervereinigung mit der Bundesrepublik Deutschland anstrebten.
- Christliche Volkspartei des Saarlandes (CVP), gegründet 1945, fusionierte 1956 mit der Zentrumspartei zur Christlichen Volkspartei (CVP), 1957 wieder eigenständig und Vereinigung mit der CSU-Saar zur CSU/CVP, 1959 aufgegangen in der CDU unter Abspaltung der Saarländischen Volkspartei (SVP)
- Sozialdemokratische Partei des Saarlandes (SPS), gegründet 1945, löste sich 1956 zugunsten der SPD auf
- Demokratische Partei Saar (DPS), gegründet 1946, verboten 1951–55, seit 1957 als FDP/DPS saarländischer Landesverband der FDP
- Kommunistische Partei Saar, eigentlich Kommunistische Partei, Landesverband Saar (KP, auch KPS), gegründet 1945, 1957 verboten als Ersatzorganisation der Kommunistischen Partei Deutschlands
- Deutsche Volkspartei (DV), gegründet 1952, 1955 in der DPS aufgegangen
- CDU Saar, gegründet 1952, zugelassen 1955, ab 1957 Landesverband der CDU
- SPD Saar, zugelassen 1955, 1952 ohne Zulassung gegründet als Deutsche Sozialdemokratische Partei (DSP), ab 1957 Landesverband der SPD[1]
- Deutsche Demokratische Union (DDU), gegründet 1955, schloss sich 1961 der Deutschen Friedensunion an
- CSU Saar, gegründet 1955, von 1957 bis 1959 vereint mit der CVP, dann in der CDU aufgegangen
- Übernationale Europäische Volkspartei Saar (ÜEVPS), trat bei den Landtagswahlen 1955 an

## Deutsche Demokratische Republik

### Parteien derNationalen Front der Deutschen Demokratischen Republik
SED – Sozialistische Einheitspartei Deutschlands (1946 hervorgegangen aus der Zwangsvereinigung von SPD und KPD, 1989 umbenannt in SED-PDS, 1990 umbenannt in PDS, 2005 umbenannt in Die Linkspartei, 2007 fusioniert mit WASG und umbenannt in Die Linke)

#### Blockparteien
CDU – Christlich-Demokratische Union Deutschlands (DDR), gegründet 1945, 1990 aufgegangen in der CDU
DBD – Demokratische Bauernpartei Deutschlands, gegründet 1948, 1990 aufgegangen in der CDU der DDR
LDPD – Liberaldemokratische Partei Deutschlands, gegründet 1945 als LDP, März 1990 Fusion mit NDPD zu Bund Freier Demokraten, August 1990 aufgegangen in der FDP
NDPD – National-Demokratische Partei Deutschlands, 1948 gegründet, März 1990 Fusion mit LDPD zu Bund Freier Demokraten, August 1990 aufgegangen in der FDP

#### Massenorganisationen
- Demokratischer Frauenbund Deutschlands (DFD)
- Freie Deutsche Jugend (FDJ)
- Volkssolidarität

### Eigenständige Parteien in derWendezeit
- Initiative Frieden und Menschenrechte (Januar 1986 gegründet, 1990/91 aufgegangen in Bündnis 90)
- Neues Forum (September 1989 gegründet, 1990/91 zum Teil aufgegangen in Bündnis 90, zuletzt 2006 zu einer Landesparlamentswahl angetreten)
- Demokratie Jetzt (September 1989 gegründet, 1990/91 aufgegangen in Bündnis 90)
- DA – Demokratischer Aufbruch (Oktober/Dezember 1989 gegründet, August 1990 aufgegangen in CDU der DDR)
- SDP – Sozialdemokratische Partei in der DDR (Oktober 1989 gegründet, September 1990 in der SPD aufgegangen)
- F.D.P. – Freie Demokratische Partei der DDR (November 1989/Februar 1990 gegründet, August 1990 in der FDP aufgegangen)
- Grüne Partei (November 1989/Februar 1990 gegründet, 1990 in Die Grünen aufgegangen)
- Unabhängiger Frauenverband (Dezember 1989 gegründet, September 1991 Umwandlung in Verein, 1998 aufgelöst)
- DFP – Deutsche Forumpartei (Januar 1990 abgespalten von Neuen Forum, August 1990 aufgegangen in FDP)
- DSU – Deutsche Soziale Union (Januar 1990 gegründet)
- VL – Vereinigte Linke (Oktober 1989 gegründet, Teil des Aktionsbündnis Vereinigte Linke, nach 1990 aufgelöst)
- Die Nelken (Januar 1990 gegründet, Teil des Aktionsbündnis Vereinigte Linke, etwa 1995 aufgelöst)
- Bündnis 90 (Februar 1990 als Listenvereinigung, September 1991 als Partei gegründet, Mai 1993 aufgegangen in Bündnis 90/Die Grünen)

Daneben entstanden einige weitere Kleinparteien, welche zum Teil noch heute existieren, unter anderem:
- AA-Wyd – Autonome Aktion Wydoks. siehe Freygang
- ALL – Alternative Linke Liste
- BdD – Bund der Diabetiker
- CDVP – Christlich-Demokratische Volkspartei
- DBU – Deutsche Biertrinker Union
- DJP – Deutsche Jugendpartei
- Einheit jetzt
- KPD – Kommunistische Partei Deutschlands
- SpAD – Spartakist-Arbeiterpartei Deutschlands (SpAD)
- USPD – Unabhängige Sozialdemokratische Partei Deutschlands
- UVP – Unabhängige Volkspartei
- VAA – Vereinigung der Arbeiterkreise für Arbeitnehmerpolitik und Demokratie (VAA)

Weiterhin entfalteten einige westdeutsche Kleinparteien in der DDR Aktivität, unter anderem der Bund Sozialistischer Arbeiter (BSA), die Christliche Liga (CHRISTLICHE LIGA), der Senioren-Schutz-Bund „GRAUE PANTHER“ (SSB GP), die Europäische Föderalistische Partei Europa Partei (EFP) und die Europa-Union der DDR (EUdDDR)
Daneben traten Parteien in diversen Wahlbündnissen an, unter anderem:
- Bund Freier Demokraten (BFD): LDPD, DFP und F.D.P. zur Volkskammerwahl 1990
- Alternative Linke Liste (ALL): VL, Nelken und UFV zur Stadtverordnetenwahl in Berlin 1990
- Alternative Jugendliste (AJL): fdj und andere Jugendparteien zur Volkskammerwahl 1990

## Bundesrepublik Deutschland

### Gegründet zwischen 1945 und 1959
BCSV – Badische Christlich-Soziale Volkspartei, gegründet 1945, ab 1947 badischer Landesverband der CDU
BVP – Badische Volkspartei, Regionalpartei, gegründet 1959, aufgelöst 1970
BDV – Bremer Demokratische Volkspartei, gegründet 1945, 1947 Anschluss an die DVP, 1947 Anschluss an die FDP
BHE – Bund der Heimatvertriebenen und Entrechteten, gegründet 1950, ab 1952 Gesamtdeutscher Block/Bund der Heimatvertriebenen und Entrechteten (GB/BHE), 1961 Fusion mit der Deutschen Partei (DP) zur Gesamtdeutschen Partei (GDP)
BHKP – Bayerische Heimat- und Königspartei, gegründet 1945
BdD – Bund der Deutschen, Partei für Einheit, Frieden und Freiheit, 1953 gegründet, 1968 de facto in Deutsche Friedens-Union (DFU) aufgegangen
CNG – Christlich-Nationale Gemeinschaft, 1959/60 als Abspaltung der CDU Saarland
CVP – Christliche Volkspartei (1956–1957), gegründet 1956 durch Fusion von Christliche Volkspartei des Saarlandes und Deutsche Zentrumspartei, 1957 wieder in die beiden Ursprungsparteien aufgeteilt
DPD – Demokratische Partei Deutschlands, gegründet 1947, Parteiarbeit eingestellt 1948
DAP – Deutsche Aufbaupartei, gegründet 1945, 1946 Fusion mit Deutsche Konservative Partei zur DKP-DRP
DG – Deutsche Gemeinschaft, 1949 entstanden aus Deutsche Union, 1965 aufgegangen in Aktionsgemeinschaft Unabhängiger Deutscher (AUD)
DKP – Deutsche Konservative Partei, 1945 gegründet, 1946 Fusion mit Deutsche Aufbau-Partei zur DKP-DRP
DKP-DRP – Deutsche Konservative Partei – Deutsche Rechtspartei, entstanden 1946 aus Deutsche Aufbau-Partei und Deutsche Konservative Partei, 1950 mit Nationaldemokratische Partei zu Deutsche Reichspartei
DNS – Dachverband der Nationalen Sammlung, Wahlbündnis verschiedener rechtsextremer Parteien, unter anderem Deutsche Gemeinschaft und Der Deutsche Block
Der Deutsche Block, gegründet 1947 als Abspaltung der WAV, nach 1952 aufgelöst
DP – Deutsche Partei, 1945 als Niedersächsische Landespartei (NLP) gegründet, ab 1946 DP, 1961 Fusion mit GB/BHD zur GDP, 1962 neu gegründet als Abspaltung der GDP, 1980 Umwandlung in Verein, 1993 Neugründung
DRP – Deutsche Reichspartei, gegründet 1950 durch Fusion von DKP-DRP und Nationaldemokratische Partei, 1965 aufgelöst
DSP – Deutsche Soziale Partei – Unabhängiger Bund der Heimatvertriebenen und Entrechteten, gegründet 1950
DSU – Deutsch-Soziale Union, gegründet 1956, aufgelöst 1962
DemP – Demokratische Partei, gegründet 1946, ab 1948 badischer Landesverband der FDP
DP – Demokratische Partei Rheinland-Pfalz, 1947 aus Liberale Partei des Rheinlandes (LP) und Sozialer Volksbund (SV) entstanden, ab 1948 rheinland-pfälzischer Landesverband der FDP
DVP – Demokratische Volkspartei, gegründet 1945, 1952 Vereinigung mit der Badischen FDP zur FDP/DVP, Landesverband Baden-Württemberg der FDP
EVD – Europäische Volksbewegung Deutschlands, 1949
FVP – Freie Volkspartei, 1956 gegründet als Abspaltung der FDP, 1957 Fusion mit DP
FDV – Freie Deutsche Volkspartei, 1957 aus dem Berliner Landesverband der FVP entstanden, 1968 aufgelöst
FU – Föderalistische Union, 1951–53 Bundestagsfraktion von Bayernpartei, Zentrum und später SSW, 1957 Wahlbündnis von Zentrum, Bayernpartei und Deutsch-Hannoversche Partei
FSP – Freie Soziale Partei, 1950 in FSU aufgegangen
FSU – Frei-Soziale Union, ab etwa 1958 Freisoziale Union, ab 1968 mit Zusatzbezeichnung Demokratische Mitte, 2001 in Humanwirtschaftspartei aufgegangen
GVP – Gesamtdeutsche Volkspartei, gegründet 1952, aufgelöst 1957
Hamburg-Block, ab 1953 der hamburgischen Landesverbände von CDU, DP und FDP, 1957 aufgelöst
KPD – Kommunistische Partei Deutschlands, gegründet 1919, 1933 verboten, 1945 wieder konstituiert, in Ostdeutschland 1946 Fusion mit SPD zur SED, in Westdeutschland 1956 verboten
Landwirte-Partei, gegründet 1954, 1956 in DRP aufgegangen
LDP – Liberal-Demokratische Partei, gegründet 1945 zunächst als Deutsche Demokratische Partei (DDP), in Bayern 1946, in Hessen 1948 in der FDP aufgegangen
LP – Liberale Partei des Rheinlandes, 1947 Fusion mit SV zu Demokratische Partei Rheinland-Pfalz
Mittelstand – Deutscher Mittelstand (Union Deutscher Mittelstandsparteien, UDM), 1957
NDP – Nationaldemokratische Partei, gegründet 1945, 1950 Fusion mit DKP-DRP zu Deutsche Rechtspartei
NB – Neubürgerbund, gegründet 1948, 1950 in BHE aufgegangen
NU – Niederdeutsche Union, Gegründet 1950 als Zusammenschluss der niedersächsischen Landesverbände von CDU, DP und FDP, Ausscheiden der FDP 1951, 1955 aufgelöst
PFD – Partei Freier Demokraten, gegründet 1945, seit 1946 als Hamburger Landesverband in der FDP aufgegangen
RSF – Radikal-Soziale Freiheitspartei, 1946 gegründet, 1950 in FSU aufgegangen
RPD – Republikanische Partei Deutschlands, 1945 gegründet, 1960 aufgelöst
RWVP – Rheinisch-Westfälische Volkspartei, 1946 als Rheinische Volkspartei – Rheinisch-Westfälische Heimatpartei (RVP) gegründet
SFP – Soziale Freiheitspartei, 1947 gegründet, 1950 in FSU aufgegangen
SRP – Sozialistische Reichspartei Deutschlands, gegründet 1949 als Abspaltung der DKP-DRP, 1952 verboten
SV – Sozialer Volksbund, gegründet 1946, 1947 Fusion mit LP zu Demokratische Partei Rheinland-Pfalz
SVP – Saarländische Volkspartei, 1959 als Abspaltung der CSU/CVP gegründet, 1965 in der CVP aufgegangen
SzT – Sammlung zur Tat, 1949 gegründet
Unpolitische Bäuerliche Notgemeinschaft – Hilfe für den Bayerischen Wald, trat zur Landtagswahl in Bayern 1950 an
VBH – Vaterstädtischer Bund Hamburg, gegründet 1946, 1949 Wahlbündnis der hamburgischen Landesverbände von CDU, FDP und Deutscher Konservativer Partei, 1952 aufgelöst
VU – Vaterländische Union, gegründet 1949, 1966 in der NPD aufgegangen
Vereinigung wirtschaftlich und politisch Entrechteter
WAV – Wirtschaftliche Aufbau-Vereinigung, gegründet 1945, aufgelöst 1953
WdV – Wählergemeinschaft der Fliegergeschädigten, Vertriebenen und Währungsgeschädigten, nach 1951 Wählergemeinschaft der Fliegergeschädigten, Evakuierten und Währungsgeschädigten

### Gegründet zwischen 1960 und 1974
UAP – Unabhängige Arbeiter-Partei gegründet 1962, aufgelöst 2014
AUD – Aktionsgemeinschaft Unabhängiger Deutscher, gegründet 1965, 1980 aufgelöst zu Gunsten von Die Grünen
BGL – Bremer Grüne Liste, gegründet 1974, nach 1983 aufgelöst
BSP – Bayerische Staatspartei, gegründet 1967 als Abspaltung der Bayernpartei (BP), aufgelöst nach 1986
ADF – Aktion Demokratischer Fortschritt gegründet 1968, Parteiarbeit eingestellt 1969
BSA – Bund Sozialistischer Arbeiter, gegründet 1971
CVP – Christliche Volkspartei (1965–1970), gegründet 1965 als Zusammenschluss von Zentrumspartei und Saarländische Volkspartei, Parteiarbeit nach 1970 eingestellt
DL – Demokratische Linke, gegründet 1967, nur zur Landtagswahl in Baden-Württemberg 1968 angetreten
DSP – Deutsche Sex-Partei, gegründet 1970, aufgelöst nach 1973
DU – Deutsche Union, gegründet 1971 als Nachfolgepartei der NLA, aufgelöst nach 1974
EAP – Europäische Arbeiterpartei, gegründet 1974, aufgelöst 1986
EFP – Europäische Föderalistische Partei, gegründet 1964, Parteiarbeit eingestellt 1994
FSP (ML) – Freie Sozialistische Partei (Marxisten-Leninisten), 1967–1968, erste maoistische Partei in Deutschland
G – Gerechtigkeitspartei
GDP – Gesamtdeutsche Partei, 1961 entstanden als Fusion aus DP und GB/BHE, 1966 Umbenennung in Gesamtdeutsche Partei Deutschlands (GPD), 1981 aufgelöst
GIM – Gruppe Internationale Marxisten, Deutsche Sektion der Vierten Internationale, gegründet 1969, 1986 Fusion mit Kommunistische Partei Deutschlands/Marxisten-Leninisten zur Vereinigten Sozialistischen Partei (VSP)
KBW – Kommunistischer Bund Westdeutschland, gegründet 1973, aufgelöst 1985
KPD-AO – Kommunistische Partei Deutschlands (Aufbauorganisation), gegründet 1970, aufgelöst 1980
KPD/ML – Kommunistische Partei Deutschlands/Marxisten-Leninisten, gegründet 1968, 1986 Fusion mit Gruppe Internationale Marxisten zur Vereinigten Sozialistischen Partei (VSP)
NLA – Nationalliberale Aktion, gegründet 1970, 1971 Parteiarbeit eingestellt, Nachfolgepartei Deutsche Union
Niederbayerischer Bauern- und Mittelstandsbund, trat zur Landtagswahl in Bayern 1962 an
SEW – Sozialistische Einheitspartei Westberlins seit 1969, davor SED-Westberlin, 1990 in Sozialistische Initiative umbenannt, 1993 aufgelöst
SpB – Spartacusbund, gegründet 1974, aufgelöst 1982
VFS – Vereinigung für Frieden und soziale Sicherheit, zur Landtagswahl in Baden-Württemberg 1960 angetretenes kommunistisches Wahlbündnis

### Gegründet zwischen 1975 und 1989
AL – Alternative Liste, gegründet 1978, ab 1980 Landesverband der Grünen, ab 1993 als Bündnis 90/Die Grünen Berlin
ASD – Alle Sozialversicherten und Rentner Deutschlands (Rentnerpartei), gegründet 1982, aufgelöst 1989
AVP – Aktionsgemeinschaft Vierte Partei, gegründet 1975, aufgegangen in Freie Republikanische Partei
APD – Autofahrer- und Bürgerinteressenpartei Deutschlands, gegründet 1988 als Autofahrer Partei (AFP), 1992 in APD umbenannt, aufgelöst 2002
Bürgerpartei – Die Bürgerpartei, gegründet 1979, aufgelöst nach 1986
BWK – Bund Westdeutscher Kommunisten, gegründet 1980, aufgelöst 1995
Bunte Liste – Wehrt Euch, gegründet 1978, im selben Jahr Zusammenschluss mit GLU-Landesverband Hamburg zur GAL
C.B.V. – Christliche Bayerische Volkspartei (Bayerische Patriotenbewegung), gegründet 1975 als Abspaltung der Bayernpartei (BP), 1988 wieder in der BP aufgegangen
LIGA – Christliche Liga – Die Partei für das Leben, gegründet 1985 als Christliche Partei für das Leben (CPL), seit 1987 als LIGA, 1995 aufgelöst und als Christliche Partei Deutschlands (CPD) neugegründet, 2002 in Zentrumspartei aufgegangen
DS – Demokratische Sozialisten, gegründet 1982 als Abspaltung von der SPD, aufgelöst 1991
DVU – Deutsche Volksunion, gegründet 1987, 2011 Fusion mit der Nationaldemokratischen Partei Deutschlands
Die Bürgerpartei, gegründet 1979, aufgelöst nach 1986
FAP – Freiheitliche Deutsche Arbeiterpartei, gegründet 1979, 1995 (als Verein) verboten
FVP – Freiheitliche Volkspartei, Abspaltung der Republikaner 1985, nach 1986 Parteiarbeit eingestellt
FRAUEN – Frauenpartei, gegründet 1979, 1997 aufgegangen in Feministische Partei Die Frauen
FRIEDENSLISTE – Friedensliste, Wahlbündnis gegründet 1984 unter Beteiligung von DFU, DKP und anderen, 1989 Arbeit eingestellt
GRAUE – Die Grauen – Graue Panther, gegründet 1989, aufgelöst 2008
GAZ – Grüne Aktion Zukunft, gegründet 1978, ging 1980 in Die Grünen auf, löste sich 1982 aus den Grünen und ging in der ÖDP auf
Grüne Liste Schleswig-Holstein, gegründet 1978, 1982 in Die Grünen aufgegangen
GLU – Grüne Liste Umweltschutz, gegründet 1977, 1980 in Die Grünen aufgegangen
HP – Humanistische Partei, gegründet 1984, zuletzt 2002 zu Wahlen angetreten
IWP – Internationale Weltfrieden Partei, zu den Landtagswahlen in Bayern 1982 und 1986 angetreten
K.D.V.P – Königstreue Deutsche Volkspartei, gegründet 1986, aufgelöst 1993
KPD/RZ – Kreuzberger Patriotische Demokraten/Realistisches Zentrum, gegründet 1988, inaktiv seit 2006
Mündige Bürger – Die Mündigen Bürger, 1984–1989
UngüLtiG – Union nicht genug überdachten Lächelns trotz innerer Genialität, 1985 bis 1987
UWSH – Unabhängige Wählergemeinschaft Schleswig-Holstein, 1986 bis etwa 1990
VOLKSFRONT – Volksfront gegen Reaktion, Faschismus und Krieg, gegründet 1979, nach 1980 keine Wahlpartei mehr
VL – Vereinigte Linke, gegründet 1976, aufgelöst 1982
VSP – Vereinigte Sozialistische Partei, gegründet 1986 als Fusion von Gruppe Internationale Marxisten und KPD/ML, nach 1986 keine Parteiarbeit mehr
5%-Block, nur zur Bundestagswahl 1976 angetreten
6. Partei Jugend und Frauenliste, zur Landtagswahl in Bayern 2008 angetreten

### Gegründet zwischen 1990 und 2004
AB 2000 – Partei der Alternativen Bürgerbewegung 2000 Deutschlands, gegründet 1998, aufgelöst 2005
ADM – Allianz der Mitte, gegründet 2004, 2012 Fusion mit Deutsche Konservative
AfB – Arbeit für Bremen und Bremerhaven, gegründet 1995, aufgelöst 2002
ASP – Automobile Steuerzahler-Partei, gegründet 1993, aufgelöst 2002
BFB – Bund freier Bürger, gegründet 1994, 1998 Fusion mit Offensive für Deutschland zum Bund freier Bürger – Offensive für Deutschland – Die Freiheitlichen, aufgelöst 2002
BGD – Bund für Gesamtdeutschland, gegründet 1990, 2017 Fusion mit Autochthone zur AGsD
BIW – Bürger in Wut, gegründet 2004, 2023 in Bündnis Deutschland aufgegangen
Chance 2000, gegründet 1998, aufgelöst 1999/2000
BMV – Bürgerpartei MV die Initiative für Mecklenburg und Vorpommern, gegründet 2002, 2006 Fusion mit Unabhängige Landespartei Bündnis für M-V
BSU – Bürgerliche Soziale Union, gegründet 2003, 2005 in Perspektive aufgegangen
CATS – Creative Alternative Tierhaltung Stuttgart, trat zur Landtagswahl in Baden-Württemberg 2001 an, 2004 aufgelöst
ddp – Deutsche Demokratische Partei, gegründet 2004, aufgelöst 2015
DL – Demokratische Linke, gegründet 1999, letzte Wahl: Abgeordnetenhauswahl 2001
DPD – Demokratische Partei Deutschlands, gegründet 1995, Parteiarbeit eingestellt nach 1998
DPP – Demokratische Protest Partei, gegründet 2004, aufgelöst 2008 oder 2009
DLVH – Deutsche Liga für Volk und Heimat, gegründet 1991, 1996 in einen Verein umgewandelt
DSP – Deutsche Seniorenpartei, gegründet 2003, aufgelöst 2007
DMP – Die MittelstandsPartei – Die bürgerliche Mitte, gegründet 1997, Parteiarbeit eingestellt 2003
Die Weissen – Demokratische Alternative, gegründet 2004, nur 2007 zu Wahlen angetreten
Freie Franken
FAKT – Frieden, Arbeit, Kultur und Transparenz, gegründet 2003, seit 2005 keine politische Aktivität
FDVP – Freiheitlich-Deutsche Volkspartei, gegründet 2000 als Abspaltung der DVU Sachsen-Anhalt, 2003 in DP aufgegangen
future! – future! – Die junge Alternative, gegründet 1997, zuletzt 2006 zur Landtagswahl angetreten
NATURGESETZ – Naturgesetz Partei, Aufbruch zu neuem Bewusstsein, 1992 gegründet, 2004 aufgelöst
NICHTWÄHLER – Partei der Nichtwähler
NO – Nationale Offensive, 1990 als Abspaltung der FAP gegründet, 1992 nach Vereinsgesetz verboten
OPdM – Ostdeutsche Partei der Mitte, nahm 2002 an der Landtagswahl in Sachsen-Anhalt teil
PASS – Partei der Arbeitslosen und Sozial Schwachen, später Partei der Arbeitswilligen und Sozial Schwachen, gegründet 1993, zuletzt 2006 zu Wahlen angetreten
PBC – Partei Bibeltreuer Christen, gegründet 1989, 2015 aufgegangen in Bündnis C – Christen für Deutschland
PRG – Partei für RentenGerechtigkeit und Familie, gegründet 2001
PDD – Partei Deutscher Demokraten, gegründet 1990, aufgelöst 2000
Pro DM – Pro Deutsche Mitte – Initiative Pro D-Mark, 1998 als Initiative Pro D-Mark – neue liberale Partei gegründet, 2007 aufgelöst
R-B-P – Rechtsstaatliche Bürgerpartei, gegründet 2002
Rentner – Rentner-Partei, gegründet 1996, ging 2002 in der PRG auf
RENTNER – Rentner Partei Deutschland, gegründet 2002, aufgelöst 2016
RSB – Revolutionär Sozialistischer Bund/Vierte Internationale, gegründet 1994, Dezember 2016 Fusion mit isl zur Internationalen Sozialistischen Organisation (ISO)
Schill – Partei Rechtsstaatlicher Offensive, gegründet 2000, anfangs Kurzbezeichnung PRO, dann Schill, dann Offensive D, aufgelöst 2007
SPASSPARTEI – Die Spaßpartei für Deutschland, gegründet 2002, 2005 Parteiarbeit eingestellt
STATT Partei – Statt Partei – Die Unabhängigen, gegründet 1993, letzte Wahlteilnahme 2016
VIBT – Volksinteressenbund Thüringen, gegründet 1998
50Plus – 50Plus Das Generationen-Bündnis, gegründet 2004, aufgelöst 2009

### Gegründet zwischen 2005 und 2019
- AB – Alternatives Bündnis für soziale Gerechtigkeit, gegründet 2006, zuletzt 2011 zu Wahlen angetreten
- AD-Demokraten – Allianz Deutscher Demokraten, gegründet 2016, zuletzt 2018 zu Wahlen angetreten
- ADd – Aktive Demokratie direkt (2011–2015)
- ADPM – Aufbruch deutscher Patrioten – Mitteldeutschland (2019–2020)
- AGFG – Allianz für Gesundheit, Frieden und soziale Gerechtigkeit (2005–2009)
- APD – Arbeiter-Arbeiterinnen Partei Deutschland, gegründet 2006, zuletzt 2011 zu Wahlen angetreten
- ARMINIUS – Bund – Arminius-Bund des deutschen Volkes, gegründet 2013, nur 2016 angetreten
- Aufbruch C – AUFBRUCH C – Christliche Werte für eine menschliche Politik, gegründet 2013, zuletzt 2017 zu überregionalen Wahlen angetreten
- AViP – Autofahrer- und Volksinteressenpartei (2011–2016), zuletzt 2013 zu Wahlen angetreten.
- AUF – Partei für Arbeit, Umwelt und Familie (2008–2015), im März 2015 in Bündnis C – Christen für Deutschland aufgegangen
- Die Bildungspartei (2006–2007)
- Die blaue Partei (2017–2019)
- DIE RECHTE – Die Rechte – Partei für Volksabstimmung, Souveränität und Heimatschutz (2012–2025)
- BMV – Bürger für Mecklenburg-Vorpommern (2018)
- Deutsche Konservative (2009–2023)
- Deutsche Mitte, gegründet 2013, zuletzt 2017 zu Wahlen angetreten
- Die Achtsamen – Achtsame Demokraten, trat nur 2016 in Mecklenburg-Vorpommern an
- Die Einheit (2013–2017)
- DIE FREIHEIT – Bürgerrechtspartei für mehr Freiheit und Demokratie – Die Freiheit (2010–2016)
- DIE GRAUEN  – Die Grauen – Generationspartei (2008–2013), Nachfolgepartei von Die Grauen – Graue Panther, 2013 mit Graue Panther Deutschland (GPD) fusioniert
- Die Elternpartei (2005–2010)
- Die Franken – Partei für Franken (gegründet 2009, zuletzt 2018 zur Landtagswahl angetreten)
- Freie Sachsen – Allianz unabhängiger Wähler (2007–2009)
- Freie Union (2009–2019), zuletzt 2011 zu Wahlen angetreten.
- JED – Jugend- und Entwicklungspartei Deutschlands (2017–2019)
- Kusch – Rechte Mitte HeimatHamburg (2006–2008)
- LUPe – Lärmfolter-Umwelt-Politik-ehrlich (2013–2016)
- MUD – Maritime Union Deutschland (2011–2012)
- mut (gegründet 2017, nur 2018 angetreten)
- Pro Deutschland – Bürgerbewegung pro Deutschland, (2005–2017)
- Pro NRW – Bürgerbewegung pro NRW (2007–2019), im März 2019 in einen Verein umgewandelt.
- RRP – Rentnerinnen- und Rentner-Partei, ab September 2012 Bündnis 21/RRP (2007–2016)
- SG-NRW – Soziale Gerechtigkeit – Nordrhein-Westfalen (2007–2012), regionale Nachfolgepartei der WASG, fusionierte am 1. Dezember 2012 mit der Familien-Partei Deutschlands
- SPV – Sarazzistische Partei – für Volksentscheide (2010–2011)
- SVP – Sächsische Volkspartei (2006–2019)
- WASG – Arbeit & soziale Gerechtigkeit – Die Wahlalternative (2005–2007), im Juni 2007 nach der Fusion mit der PDS in Die Linke aufgegangen.

### Gegründet ab 2020
- BfTh – Bürger für Thüringen (2020–2024)